# 潘丘卢保山
2°35′52″N 99°03′55″E / 2.597778°N 99.06527799999999°E
潘丘卢保山（印尼语：Gunung Pangulubao）坐落于苏门答腊多巴湖附近。
潘丘卢保山因其森林中存在着大量猪笼草而闻名，包括苹果猪笼草（N. ampullaria）、裸瓶猪笼草（N. gymnamphora）、迈克猪笼草（N. mikei）、卵形猪笼草（N. ovata）、菱茎猪笼草（N. rhombicaulis）、显目猪笼草（N. spectabilis）和多巴猪笼草（N. tobaica）。猪笼草属中的一个自然杂交种——潘丘卢保山猪笼草（N. × pangulubauensis）就是以其名字命名的。